# ハッサン・アジズル・ホク
ハッサン・アジズル・ホク （ベンガル語: হাসান আজিজুল হক、1939年2月2日 - 2021年11月15日）は、バングラデシュの作家。

## 略歴
インドのバルダマーン出身。インド・パキスタン分離独立後に東パキスタン（現バングラデシュ）のクルナに移住し、クルナにおいてパキスタン軍の虐殺を目撃した。ラシジャヒ大学を卒業し、1973年から同大学の哲学科の教員となった。学生時代の1960年代から創作を始めて短編小説を中心に執筆し、短編の名手として知られるようになる。短編集『海の夢、凍える森』（1964年）を発表し、1970年にはバングラ・アカデミー賞を受賞する。21世紀に入って初の長編小説『火の鳥』（2006年）を発表し、この作品では分離独立前の西ベンガルの村を舞台とした。『火の鳥』は2007年にプロトム・アロの文学賞を受賞、2008年にはアノンド賞のダブル受賞を果たした。
2021年11月15日、ラジシャヒにて死去。82歳没。
作品の特徴として、リアリズムにもとづく文体で人間存在の不在や、意味の不在が描かれている。イスラーム的な要素や、ベンガル的な要素を前面に出さない点も特徴としてあげられる。

## 主な著作
- Atmoja O Ekti Karabi Gaach
- Jibon Ghoshe Agun
- Agunpakhi
- Naamhin Gotrahin

### 日本語訳著作
- 『地獄で温かい バングラデシュ短編選集』所収）丹羽京子編訳、大同生命国際文化基金〈アジアの現代文芸〉、2019年。- 日本オリジナルのバングラデシュ小説アンソロジー。ハッサン・アジズル・ホクの作品は以下を収録。
  - 「昼じゅうカンコンは」
  - 「ブーションのとある日」
  - 「クンクムの幸福」
  - 「名もなく家もなく」